# 林実利
林 実利（はやし　じつかが)とは、幕末から明治時代中期にかけて活躍し、多くの信者に信仰された修験道の行者。

## 生涯
天保14年（1843年） 苗木藩領であった 美濃国恵那郡坂下村字・高部（現岐阜県中津川市坂下字・高部）で、小栗宗賢と林鷹の次男として生まれた。俗名は、林喜世八。
成長後、御嶽講(御嶽教)に入信し、木曽の御嶽山の黒沢口登山道の千本松で行なわれる御嶽教のお座立て（託宣儀礼）に参加するために登山した際に龍神より託宣を受けた。
文久2年（1862年）、二十才になった実利は、兄の林庄太郎と共に5年間の修行に入った。
慶応2年（1866年）、兄の庄太郎により、実利が卓越した修験者になることを祈願して経王塔が建立した。
慶応3年（1867年）五年間の修行を終えた実利は、25歳の時に妻と子供2人と分かれ出家し坂下を出発した。
明治元年（1868年）に政府が神仏分離令を発布。当時修験道は密教と神道が混淆していたため大打撃を受けた。
明治3年（1870年）の8月から11月にかけて、故郷の坂下村を含む苗木藩領では徹底した神仏分離（苗木藩の廃仏毀釈）が実施された。
明治3～7年（1870～74）実利行者は大台ヶ原の牛石付近に小屋をつくりそこを拠点として修行に励んだ。
明治5年（1872年） に明治政府が修験道禁止令を発布したため、政府の追撃を逃れて活動を続行した。
その後、中部・関東・東北各地の名山霊場神祠仏刹を巡拝の後、大峯山の笙の巌窟(しょうのいわや)や深仙(じんせん)で修行に入り千日行を2度行った。荒行を行い、岩穴に籠って座禅し、護摩行、水行や断食を頻繁に行い、五穀を断ち、木の芽・蕎麦粉・ワラビなどを口にするだけであった。また深仙宿、大台ヶ原、怒田宿、那智山での厳しい修行は通算16年間に及び、庶民のみならず宮家からも信仰されるようになり、有栖川宮より直々に役小角に次ぐ優れた山伏を意味する、『大峯山二代行者実利師』という名号を賜った。
明治13年（1880年）実利行者を崇敬する仏生講が組織された。
明治16年（1883年）冬より、和歌山県東牟婁郡の那智山で冬篭りを行った。
明治17年（1884年）4月21日に、那智滝の絶頂から座禅を組んだまま滝壺に捨身入定した。享年42。
入定して数日後に滝壺より引き上げられたが座禅姿のままであった。
那智滝の近くに墓(宝篋印塔)が作られたが、あまねく信仰の対象となり各地より多くの信者が参拝に訪れた。

## 経王塔
「坂下神変教会」の入口に立てられている。
碑高は、約１０４cm・碑幅約７２cm・奥行き約４０cm、台石高約４５cm・台石幅約１００cm・奥行き約６０cm
経王塔の裏面には、
「経王塔」は、法華経の文字を一つの小石に一字書き写した経石を地中に埋め、その上に築かれた塔のことで、一字一石経塚などといわれるものもある。法華経には六万九千三百八十四の文字が書かれあり、塔の下には膨大な量の経石が埋められていると考えられる。
しかし、次項で紹介する二つの事柄により、経石が埋められていない可能性も考えられる。
一つは、苗木藩の廃仏毀釈運動から石碑を守るため、山に穴を掘り埋めて隠したとされていること。
二つ目は、以前の御嶽神社と教会は現在教会が建つ山の麓にあり、現在の場所に再建されたのは昭和の始め頃とされていることである。
二つの事柄はどちらも「経王塔」の移動を伴うわけで、経石を全て取り出して元のように納めることができたのかどうかは明らかではない。塔裏面文字の□□は造字のようで、該当する文字がなく不明である。

### 信仰
故郷の岐阜県中津川市坂下に、金峯山修験本宗実利教会があり、毎年4月19日に霊神祭を行っている。
本来であれば実利の命日にあたる4月21日に祭礼を行うはずであるが、この日には必ず雨が降ると言い伝えられている。
そのために21日を避けて、毎年4月19日に祭礼が営まれるようになったと伝わる。
霊神祭は実利教会の最も重要な祭礼であり、参道脇には幟や吹き流しが立ち並び、導師と信者による勤行の後、餅撒き、直来が行われている。

## 関連リンク
- 霊神碑と御岳信仰